# ポドカメンナヤ・ツングースカ川

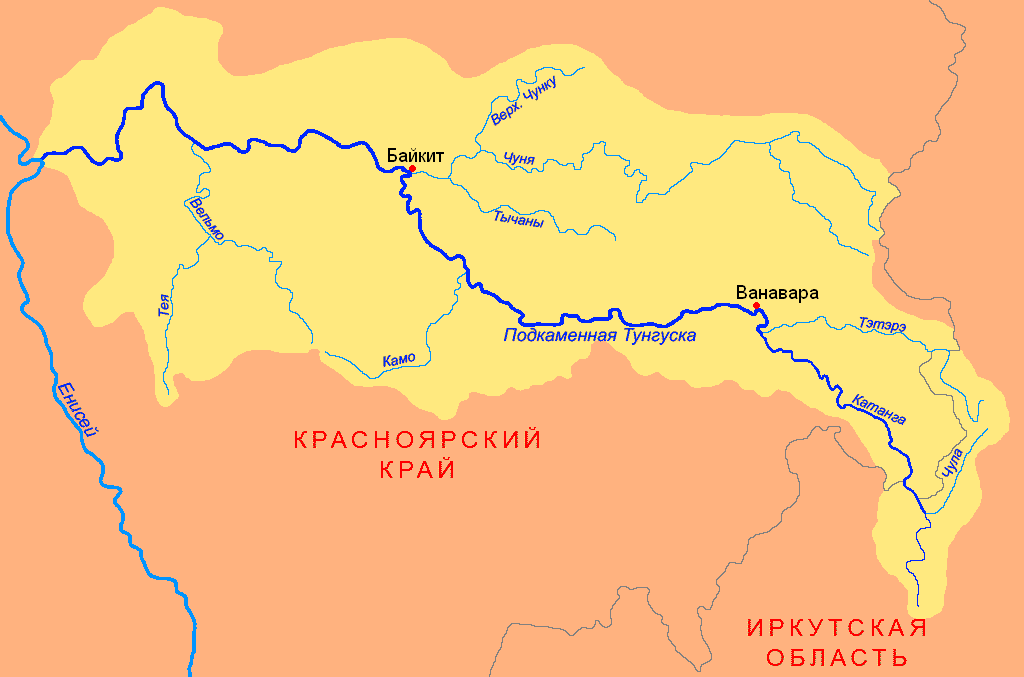
流域図

ポドカメンナヤ・ツングースカ川（ポドカメンナヤ・ツングースカがわ、ロシア語: Подкаменная Тунгуска, Podkamennaja Tunguska; 逐語的には「石の下を流れるツングースの川」、エヴェンキ語: Дулгу Катэнӈа）は、ロシア連邦のシベリアを流れるエニセイ川右岸支流の河川である。

## 概要
名称は、この川が水面を露出することなく小石で覆われた状態でその下を流れていることに由来する。1908年に発生した天体落下とみられるツングースカ大爆発が上流付近で起こったことでも知られている。